# Colmata persiana
La colmata persiana (in tedesco Perserschutt) è il giacimento di reperti archeologici derivante dalla raccolta e successivo seppellimento, sull'Acropoli di Atene, dei resti mutili o distrutti di statue ed ex voto fatto dagli Ateniesi dopo il 480 a.C.: "seppellimento rituale di oggetti votivi, carichi di valenze religiose e quindi degni di essere sottratti al deterioramento". Furono rinvenuti anche cesti ripieni di quello che agli studiosi è sembrato pesce mediterraneo sotto sale (THUC VI, 3-56). Le sculture provenivano dalla distruzione e dal saccheggio della città perpetrati dai Persiani guidati da Serse nella seconda guerra persiana.

## Storia
Dopo le Guerre persiane, e in particolare dopo la battaglia di Platea nel 479 a.C., gli Ateniesi decisero di non ristrutturare l'Acropoli ma di lasciare tutto distrutto a testimonianza delle barbarie dei Persiani. Tornando "sull'Acropoli saccheggiata e distrutta dai Persiani", infatti decisero "di lasciare ben visibili le tracce del sacrilegio compiuto dai barbari". Il programma architettonico, effettivamente, rimase fermo fino al 447 a.C.. Le statue, ormai inservibili, ma ugualmente oggetti sacri, vennero seppellite.

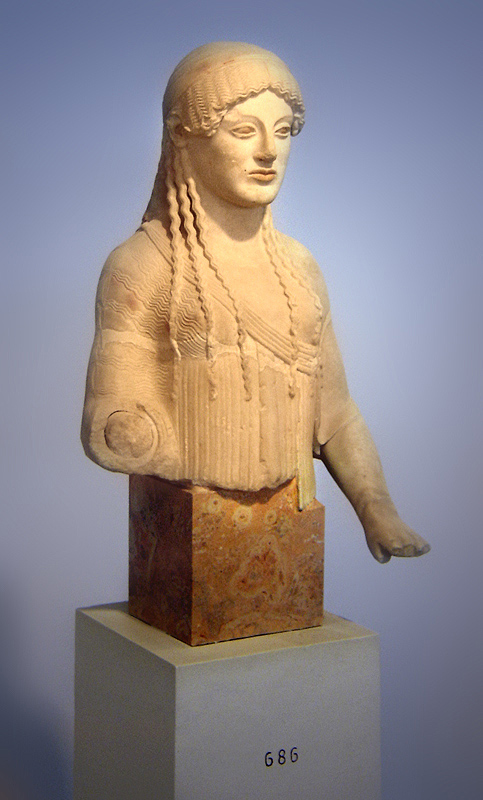
Kore di Euthydikos

Per gli archeologi la colmata persiana ha costituito una fonte preziosissima non solo per il recupero di materiale scultoreo, seppure mutilato, ma anche per definire, con una data ben precisa, il confine tra lo stile del periodo arcaico ed il primo stile del periodo classico, lo stile severo. "Il rinvenimento del Perserschutt, sul finire del XIX secolo, ha mutato in modo radicale l'indirizzo degli studi storico-artistici portando ad una vera e propria scoperta dell'arte greca di età arcaica, sino ad allora molto poco nota anche perché raramente interessata dal fenomeno copistico. Le tracce di distruzione intenzionale riscontrabili su alcuni dei materiali (segni di incendio, colpi di mazza) e la conoscenza delle vicende storiche legate al sacco persiano, hanno fatto di tali riempimenti un fondamentale, anche se oggi controverso e da taluni disconosciuto, terminus ante quem. In tal senso non è da escludere che la valenza di cesura cronologica tali depositi possano averla esclusivamente per il settore settentrionale della rocca; a sud, per contro, essi sarebbero stati piuttosto funzionali a più tarde operazioni edilizie".
"È merito della storiografia recente aver contribuito a fare maggiore chiarezza su questo tipico retaggio ottocentesco, determinato, oltre che da trasparenti motivazioni ideologiche, anche dalla certezza di aver scoperto il più colossale terminus ante quem di tutta la storia dell'arte greca, potendo collocare a data precedente il 480 a.C. tutte le sculture rinvenute sull'Acropoli in una giacitura definibile come 'colmata persiana', vale a dire come scarico sistematico effettuato dagli Ateniesi, al loro ritorno in città dopo Salamina, di tutti gli arredi e gli anathemata danneggiati (realmente o ipoteticamente) dai Persiani. È merito della discussione recente aver collocato il problema in una dimensione filologicamente corretta, dal momento che, nonostante i pochi diari di scavo, si possono distinguere momenti diversi del seppellimento delle sculture, non tutti ascrivibili alla stessa fase".
Ludwig Ross, codirettore degli scavi sull'Acropoli alla metà degli anni trenta dell'Ottocento, scoprì le prime korai; la statua del Moscoforo e la testa di Atena del frontone della Gigantomachia nel 1863. Numerosi ritrovamenti seguirono e soprattutto tra il 1884 e il 1888, durante le campagne di scavo di Kavvadias con l'assistenza tecnica di Wilhelm Dörpfeld; nel 1886 avvenne la scoperta di nove korai, fra le quali la kore col peplo.

## Opere
Dalla colmata persiana proviene molta della statuaria arcaica del Museo dell'Acropoli, tra cui il Moscoforo, il Cavaliere Rampin, la Kore di Antenor, la Kore col peplo.
"Il gruppo più cospicuo e impressionante di anathemata è certamente costituito dalle statue soprattutto femminili (korai) realizzate a partire dal 570 a.C. ca. in marmo insulare. Esse sono variamente intese ora come rappresentazioni di mortali (aristocratiche fanciulle dedite alla dea, parthenoi), ora, al contrario, come immagini della stessa divinità. Decisamente più rare le sculture in marmo raffiguranti la dea poliadica (l'Atena di Endoios) e le immagini maschili che, accanto al Moscoforo dedicato da Rhombos, contano una dozzina di cavalieri, qualche scriba, e più tarde e frammentarie statue maschili nude, probabilmente atleti. Seppure il rinvenimento di tali ex-voto dai depositi noti come colmata persiana non renda possibile recuperarne gli originari luoghi di esposizione, l'area settentrionale della rocca, in prossimità dell'Archaios Naos, sembrerebbe la maggiore indiziata per l'esposizione delle korai".
La kore dedicata da Euthydikos è stata rinvenuta in due pezzi, dei quali la parte inferiore nella «colmata persiana» e quindi databile poco prima del 480 a.C.; databile grosso modo allo stesso periodo, ma non proveniente invece dalla «colmata persiana» l'Efebo di Crizio, rinvenuto in un altro settore dell'Acropoli.

## Colmata tirannica
Rinvenuta a sud e a sud-est del Partenone e da non confondersi con la colmata persiana, la colmata tirannica è "un enorme riempimento generalmente considerato coevo alla messa in opera del gigantesco stereobate del Partenone intorno alla fine del VI secolo a.C.; nella colmata sarebbero state raccolte parti di edifici andati in rovina o smantellati per la progettata costruzione del Partenone tardoarcaico, edifici da collocarsi dunque sull'Acropoli e da datarsi prima della fine del secolo VI a.C.".
Nella cosiddetta «colmata tirannica», definita anche Tyrannenschutt, "(Dickins 1912) e Porosschicht (Heberdey 1919), ad indicarvi la presenza pressoché esclusiva di materiale in poros appartenuto ad edifici arcaici del periodo della tirannide a differenza della composizione della cd. colmata persiana", è stata ritrovata una notevole quantità di elementi architettonici e scultorei.
Infatti "all'Acropoli di età arcaica si lega una cospicua serie di edifici, non conservati in situ, bensì ricostruibili a partire da membrature, sculture architettoniche e tetti, il cui difficile posizionamento sul pianoro della rocca (in assenza di fondazioni o tagli chiaramente leggibili) ha guadagnato loro la definizione di «Architetture erranti»" foggiata da B. Holtzmann, ovvero di floating temples, foggiata da Mark, tutti rinvenuti appunto nella colmata tirannica.